# Verbrauchsstiftung
Eine Verbrauchsstiftung ist eine Stiftung, die für eine bestimmte Zeit errichtet und deren Vermögen für die Zweckverfolgung verbraucht werden soll (§ 80 Abs. 2 Satz 2 BGB).

## Hintergrund
Üblicherweise bleibt das Vermögen einer Stiftung unangetastet, der Zweck wird nur aus den Erträgen dieses Vermögens finanziert. Das kann problematisch werden, wenn – insbesondere in einer Niedrigzinsphase – aus den Erträgen nicht genügend Mittel zur Verfügung stehen, um den Stiftungszweck zu erreichen. Verbrauchsstiftungen können dagegen bereits mit einem kleineren Vermögen arbeiten. Bei bestimmten Vorhaben, z. B. dem Wiederaufbau historischer Gebäude, ist der Stiftungszweck auch nach der Umsetzung der geförderten Maßnahmen erreicht, so dass ein Weiterbestehen der Stiftung nicht zwingend notwendig ist. Darüber hinaus bieten Verbrauchsstiftungen dem Stifter die Möglichkeit, die Tätigkeit der Stiftung über deren gesamte Lebensdauer zu beeinflussen, während bei klassischen Stiftungen spätestens nach dem Tod des Stifters eine externe Verwaltung eingesetzt werden muss.

## Rechtslage
In Deutschland war lange Zeit nicht sicher, ob Verbrauchsstiftungen rechtlich zulässig sind, da grundsätzlich ein Vermögenserhalt gefordert wurde. Von der Literatur wurde die Zulässigkeit befürwortet. Mit dem Gesetz zur Stärkung des Ehrenamts vom 28. März 2013 wurde die Verbrauchsstiftung in § 80 Abs. 2 BGB ausdrücklich zugelassen. Die erforderliche dauernde Erfüllung des Stiftungszwecks erscheint demnach gesichert, wenn die Stiftung nach dem Stiftungsgeschäft für mindestens 10 Jahre bestehen soll.
Auch in Österreich, der Schweiz und Liechtenstein sind Verbrauchsstiftungen zulässig. Eine Mindestbestehensdauer wie in Deutschland ist nicht vorgeschrieben. In Österreich darf eine Verbrauchsstiftung maximal 100 Jahre bestehen.

## Steuerliche Behandlung
Die steuerliche Behandlung der Stiftung selbst unterscheidet sich nicht von der herkömmlicher Stiftungen. Zuwendungen in den Kapitalstock einer Verbrauchsstiftung können aber nur wie Spenden zur Förderung steuerbegünstigter Zwecke nach § 10b Abs. 1 EStG geltend gemacht werden, d. h. bis zu 20 Prozent des Gesamtbetrags der Einkünfte, und nicht bis zu 1 Mio. € in 10 Jahren wie bei herkömmlichen Stiftungen.

## Beispiele
Verbrauchsstiftungen sind (teilweise) die Stiftung Erinnerung, Verantwortung und Zukunft (in Bezug auf die an die ehemaligen Zwangsarbeiter gezahlten Beträge), die Stiftung Humboldt Forum im Berliner Schloss (in Bezug auf die Baukosten) und die Stiftung Härtefallfonds.